# Szabadegyháza
Szabadegyháza é um município da Hungria, situado no condado de Fejér. Tem 41,64 km² de área e sua população em 2015 foi estimada em 2.085 habitantes.